# ميلتون فولر غريغ
ميلتون فولر غريغ هو دبلوماسي وسياسي كندي، ولد في 10 أبريل 1892 في كندا، وتوفي في 13 مارس 1978 في فريدريكتون في كندا. حزبياً، نشط في الحزب الليبرالي الكندي. وقد انتخب سفير وانتخب عضو مجلس العموم الكندي.